# 波蒂奇維爾 (密蘇里州)
波蒂奇維爾（英語：Portageville）是位於美國密蘇里州新馬德里縣及佩米斯科特縣的城市。

## 人口
根據2020年美國人口普查的數據，波蒂奇維爾的面積為5.28平方千米，皆為陸地。當地共有人口2942人，而人口密度為每平方千米557人。